# Piotr Arbués
Piotr Arbués, Piotr z Arbués, hiszp. Pedro Arbués de Épila (ur. między 1440 a 1442 w Épili koło Saragossy, zm. 17 września 1485 w Saragossie) – święty Kościoła katolickiego, męczennik, hiszpański inkwizytor. Członek zakonu kleryckiego kanoników regularnych św. Augustyna, profesor, który po powołaniu na stanowisko inkwizytora padł ofiarą zamachu.

## Życiorys
Pochodził z wielodzietnej szlacheckiej rodziny Antonio Arbuésa y Jimenez de Villanueva i Sanchy Ruiz de Sodava. Początkowo studiował na uniwersytecie w Huesca, dalszą naukę kontynuował w Saragossie i tam uzyskał stopień doktora i mistrza literatury. Po studiach odbytych w Bolonii (1469–1473) uzyskał doktorat obojga praw. 30 września 1474 wybrany został kanonikiem regularnym przy kościele metropolitalnym La Seo w Saragossie i po złożeniu ślubów (9 lutego 1476 roku) podjął pracę dydaktyczną jako profesor szkoły katedralnej w Saragossie. Będąc już kapłanem, zasłynął jako kaznodzieja; mawiano też, że miał dar proroctwa. 4 maja 1484 król Ferdynand II Katolicki na wniosek Wielkiego Inkwizytora Hiszpanii Tomása de Torquemady mianował go wraz z Gasparem Juglarem inkwizytorem trybunału inkwizycyjnego w Saragossie, obejmującego swą jurysdykcją całą Aragonię właściwą. Jednym z celów inkwizycji było wykrywanie i karanie fałszywych nawróceń wśród chrześcijan pochodzenia żydowskiego (tzw. judeoconversos lub marrani). Piotr niechętnie podjął się nowego zadania.

Mianowanie nowych inkwizytorów na terenie Aragonii napotkało znaczny opór miejscowych elit. Część z nich należała do środowiska konwertytów i obawiała się represji, tym bardziej że działające od 1481 w Andaluzji trybunały inkwizycyjne surowo obchodziły się z ich pobratymcami i to bez względu na ich pozycję społeczną. Protestowało także wielu "starych chrześcijan", którzy uważali wprowadzenie nowych trybunałów inkwizycyjnych za naruszenie lokalnych praw (fueros). Za niezgodne z fueros uważano zwłaszcza takie elementy procedury inkwizycji, jak utajnianie imion świadków oraz konfiskowanie majątku skazanych. Mimo poparcia dla inkwizycji ze strony króla, opozycja ta zdołała faktycznie zablokować działalność nowego trybunału. W ciągu całego okresu sprawowania urzędu inkwizytora Piotr wydał jedynie trzy wyroki, wszystkie ogłoszone na auto-da-fé w dniu 3 czerwca 1484: dwóch marranów stracono, a na jedną kobietę wydał wyrok pośmiertny. Pomimo faktycznego zablokowania działalności trybunału, w środowisku aragońskich marranów pojawił się pogląd, że tylko zamordowanie inkwizytora Piotra może rozwiązać problem i usunąć zagrożenie, a pomysł ten poparło także kilku prominentnych "starych chrześcijan". Według późniejszych przekazów, grupa mająca dokonać mordu była motywowana przez rabina z Saragossy następującymi słowami: 

Szanowni żydzi. Nasza wiara została znieważona. Nasz kult został zakazany. Nie możemy odprawiać naszych świąt nowiu i naszej czcigodnej paschy. Ta Inkwizycja całkowicie zagraża naszej religii, niech umrze przywództwo, z którego rodzi się nasze nieszczęście i nasza szkoda i w ten sposób będziemy spokojni i bezpieczni.

 Niewykluczone, że pierwszym celem spiskowców był współpracownik Piotra, inkwizytor Gaspar Juglar. Jego nieoczekiwana śmierć w styczniu 1485 nasunęła podejrzenie, że został otruty przez marranów, jednak śledztwo niczego nie wykazało. Pewne jest natomiast, że w kwietniu lub maju 1485 podjęto pierwszą, nieudaną próbę zamachu na Piotra, jednak zamachowcy, którzy wkradli się do jego mieszkania, zostali spłoszeni. Po tym wydarzeniu Piotr zaczął nosić pod szatą kolczugę, a na głowie żelazny kołpak, poza tym jednak nie podjął dodatkowych środków ostrożności i nie zgodził się na przydzielenie mu ochrony.
Według H. Frosa jego obecność w mieście w tym czasie (1484) była wynikiem stawienia się na wezwanie dla uczestnictwa w egzekucji jednego z marranów. Pozostałe źródła nie wspominają tej okoliczności, zaś W. Monter twierdzi, że od czerwca 1484 aż do zabójstwa Piotra inkwizycja w Saragossie nie podejmowała żadnych działań przeciw marranom. Z opublikowanej listy autos da fe w Saragossie w latach 1484 do 1502 wynika, że od 3 czerwca 1484 do 20 grudnia 1485 inkwizycja nie ogłosiła w tym mieście żadnych wyroków. Spiskowcy, wśród których byli Juan de Esperandeo, Mateo Rama, Tristan de Leonis, Bernard Leofant i Antoni Gran, pod wodzą Juana de la Abadia dopadli go w końcu w nocy z 15 na 16 września 1485(istnieją też opracowania datujące zamach o dobę wcześniej, tj. z 14 na 15 września), gdy modlił się samotnie przed ołtarzem głównym katedry w Saragossie, gdzie przybył, by odmówić zwyczajowe modlitwy przewidziane regułą kanoników. Do katedry weszło ośmiu zamachowców, którzy zaatakowali go nożami. Zmarł dwa dni później wskutek odniesionych obrażeń między godziną pierwszą a drugą w nocy z 16 na 17 września.
Przeprowadzone następnie śledztwo wykazało, że w spisek przeciw niemu było zaangażowanych wiele wpływowych osobistości, głównie z grona konwertytów, co spowodowało zmianę nastrojów wśród "starych chrześcijan" i podsyciło niechęć wobec Żydów. Aragońskie kortezy zgodziły się na zawieszenie fueros i całkowicie zrezygnowały z dalszej opozycji wobec inkwizycji. W latach 1486–1488 kilkudziesięciu marranów podejrzewanych o udział w spisku na życie Piotra Arbués zostało ukaranych (w tym wielu straconych) w publicznych autos da fe.

## Dzień obchodów
Jego wspomnienie obchodzone jest w dzienną rocznicę śmierci.

## Relikwie i sanktuaria
Zamordowanego inkwizytora niemal od razu zaczęto czcić jako świętego i powiadano, że jego krew czyni cuda.
Piotr Arbués pochowany został w miejscu, w którym go zamordowano na terenie katedry San Salvador (La Seo) w Saragossie.

## Proces beatyfikacyjny i kanonizacyjny
Za akceptacją papieża Aleksandra VII od 17 kwietnia 1664 dopuszczono do lokalnego kultu męczennika w Saragossie. Postać zamordowanego inkwizytora do martyrologiów trafiła w 1748 roku, a Pius IX potwierdził świętość Piotra z Arbués, kanonizując go 29 czerwca 1867 roku. Kanonizacja ta wzbudzała duże kontrowersje ze względu na pełnienie przez niego funkcji inkwizytora w okresie wzmożonych represji przeciwko żydowskim konwertytom. Spotkała się ona z protestami nie tylko środowisk żydowskich, ale także wielu chrześcijan.